# Anguilla megastoma
Anguilla megastoma е вид лъчеперка от семейство Anguillidae.

## Разпространение
Видът е разпространен в Нова Каледония, Острови Кук, Папуа Нова Гвинея, Питкерн, Самоа, Соломонови острови, Тонга, Уолис и Футуна, Фиджи и Френска Полинезия.